# Makarancy
Makarancy (biał. Макаранцы; ros. Макаренцы) – wieś na Białorusi, w obwodzie mohylewskim, w rejonie mohylewskim, w sielsowiecie Mastok, nad Rudzieją.